# Acaena × tardans
Acaena × tardans é uma espécie híbrida de rosácea do gênero Acaena, pertencente à família Rosaceae.